# Pseudoplesiops immaculatus
Pseudoplesiops immaculatus is een straalvinnige vissensoort uit de familie van dwergzeebaarzen (Pseudochromidae). De wetenschappelijke naam van de soort is voor het eerst geldig gepubliceerd in 2002 door Gill & Edwards.